# Sam Stubbs
 (Liverpool, 20 novembre 1998) è un calciatore inglese, difensore del Cheltenham Town in prestito dal Bradford City.

## Caratteristiche tecniche
È un difensore centrale.

## Carriera
Cresciuto nel settore giovanile del Wigan, ha esordito in prima squadra l'8 agosto 2017 disputando l'incontro di coppa di lega vinto 2-1 contro il Blackpool. Poche settimane dopo è stato ceduto in prestito inizialmente Crewe Alexandra, e poi da gennaio a giugno al Fylde.
Nel luglio seguente è passato a titolo definitivo al Middlesbrough. Dopo una stagione e mezza passata con la formazione U23 del club biancorosso, è stato ceduto in prestito al Notts County.
Il 7 agosto 2019 è passato in prestito all'Hamilton Academical militante nella massima serie scozzese dove ha collezionato 19 presenze diventandone un titolare fisso; nel gennaio seguente è passato in prestito semestrale all'ADO Den Haag.